# Référendums australiens de 1967
Deux référendums simultanés ont lieu en Australie le 27 mai 1967. Le gouvernement libéral (conservateur) du Premier ministre Harold Holt sollicite l'approbation des citoyens pour deux projets de réforme de la Constitution australienne. Ainsi les Australiens votent séparément sur les deux sujets que couvre le référendum : Les personnes aborigènes doivent-elles être comptabilisées dans le recensement, et les autorités fédérales doivent-elles pouvoir légiférer à leur égard ? Et doit-il être possible d'accroître la taille de la Chambre des représentants sans accroître nécessairement celle du Sénat ?
La question relative aux Aborigènes est approuvée par 90,77 % des citoyens, et par l'ensemble des six États de la fédération. Il s'agit de la plus grande proportion de suffrages favorables jamais enregistrée lors d'un référendum en Australie, et ce scrutin connaît « une signification symbolique durable ». Contrairement à ce que de nombreux Australiens pensent aujourd'hui, ce référendum n'a pas donné le droit de vote aux Aborigènes : ils l'ont acquis au niveau fédéral en 1962, le Queensland étant le dernier État à leur reconnaître ce droit au niveau de l'État en 1965. Mais il permet au gouvernement fédéral de légiférer pour la protection des droits et des intérêts des Aborigènes à travers le pays. Ce référendum « a acquis une place importante dans la conscience populaire, transcendant ses effets concrets sur la Constitution » ; il est perçu comme la reconnaissance longtemps attendue de l'égalité des Aborigènes avec leurs concitoyens blancs, et de leur droit à participer pleinement à la nation,,.
Quant au référendum sur l'élargissement de la Chambre des représentants, la proposition est rejetée, n'obtenant que 40,25 % de suffrages favorables et n'étant approuvée que dans un État sur six.

## Contexte

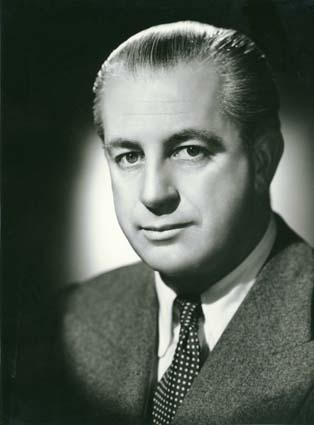
Harold Holt, le Premier ministre à l'origine des deux référendums de mai 1967.

La Constitution de l'Australie entre en vigueur lors de l'unification du pays sous une forme fédérale le 1er janvier 1901. Elle n'inclut que deux références aux Aborigènes, population autochtone de l'Australie continentale : l'article 51 (xxvi) interdit au Parlement fédéral de légiférer spécifiquement sur les Aborigènes, et délègue donc ce pouvoir aux corps législatifs des États ; l'article 127 dispose que les Aborigènes ne sont pas comptabilisés comme faisant partie de la population australienne lors des recensements. L'avis dominant à cette date est que les Aborigènes -chassés de leurs terres tout au long du XIXe siècle, exclus de la société blanche, soumis à des politiques de discrimination et de ségrégation, confinés à des réserves et privés déjà du droit de vote- sont des êtres de 'race inférieure', inaptes à exercer les fonctions de citoyen. Par ailleurs, les Australiens en 1900 sont majoritairement convaincus que les Aborigènes sont en voie de disparition 'naturelle', étant jugés inadaptés au monde moderne. L'article 127 de la Constitution vise ainsi à ne pas créer de distorsion du nombre de sièges alloué à chaque État au Parlement fédéral, en attendant que la population citoyenne et la population réelle s'égalisent avec la disparition prévue des autochtones.
À partir des années 1940, le Parti travailliste défend l'idée que le gouvernement fédéral doit pouvoir légiférer pour le bien-être des Aborigènes ; un premier référendum organisé par le gouvernement travailliste de John Curtin en 1944 échoue, la question étant noyée parmi treize autres propositions, soumises en bloc et rejetées par l'électorat. En 1957 Herbert Evatt, chef de l'opposition officielle travailliste, demande en vain l'abrogation de l'article 51 (xxvi), pour que le gouvernement fédéral puisse accorder aux Aborigènes les mêmes droits sociaux qu'aux autres Australiens, et puisse plus largement abroger les lois discriminatoires à leur encontre au niveau des États. Le gouvernement conservateur de Robert Menzies (Premier ministre de 1949 à 1966) refuse, ne souhaitant pas altérer l'équilibre des pouvoirs entre le gouvernement fédéral et les États. C'est néanmoins son gouvernement qui accorde enfin le droit de vote aux Aborigènes en 1962, tandis que certains États abrogent leurs diverses lois discriminatoires au cours des années 1960. En 1966 Harold Holt succède à Robert Menzies à la tête du gouvernement, et enclenche le processus du référendum pour amender l'article 51 (xxvi) et abroger l'article 127.
Quant à la taille des deux chambres du Parlement, il s'agit d'amender l'article 24 de la Constitution, qui dispose que la Chambre des représentants doit être constituée d'approximativement deux fois plus de sièges que le Sénat. Cet amendement étant beaucoup plus controversé que celui sur les droits des Aborigènes, le gouvernement Holt les soumet simultanément, espérant que la popularité du premier puisse entraîner un vote favorable pour le second.

## Modalités
De par l'article 128 de la Constitution, un amendement constitutionnel ne peut être adopté par référendum que s'il obtient une « double majorité » : Il doit être approuvé par une majorité absolue des suffrages exprimés (50 % +1) au niveau national, et par une majorité absolue des suffrages exprimés dans une majorité absolue des États (donc dans au moins quatre États sur six). Voter lors d'un référendum est obligatoire à cette date, tout comme voter lors des élections législatives.
La question posée relative aux Aborigènes est :
« Approuvez-vous la loi proposée pour amender la Constitution et intitulée 'Loi pour amender la Constitution afin d'y omettre certains mots relatifs aux personnes de race aborigène dans tout État afin que les Aborigènes soient comptés dans le recensement de la population' ? »
"Do you approve the proposed law for the alteration of the Constitution entitled ‘An Act to alter the Constitution so as to omit certain words relating to the people of the Aboriginal race in any state so that Aboriginals are to be counted in reckoning the population'?"
La question posée relative à la taille des deux chambres du Parlement fédéral est :
« Approuvez-vous la loi proposée pour amender la Constitution et intitulée 'Loi pour amender la Constitution afin que le nombre de membres de la Chambre des représentants puisse être accrue sans nécessairement accroître le nombre des Sénateurs' ? »
"Do you approve the proposed law for the alteration of the Constitution entitled 'An Act to alter the Constitution so that the number of members of the House of Representatives may be increased without necessarily increasing the number of Senators'?"

## Campagne
Le référendum relatif aux Aborigènes ne suscite guère d'opposition. Il est très majoritairement soutenu par les médias de tous bords, ainsi, bien sûr, que par le Parti travailliste, principal parti d'opposition parlementaire au gouvernement Holt. Le journal The Age espère que le « oui » engendrera une amélioration du niveau de vie, de santé et d'éducation des Aborigènes. Les quelques inquiétudes portent principalement sur les conséquences d'une extension du pouvoir fédéral vis-à-vis des États, voire du risque que le gouvernement fédéral puisse un jour imposer des lois discriminatoires à l'encontre des Aborigènes,.

## Résultats
Les résultats sont les suivants:
Sur les Aborigènes
|       | Pour    | Contre |
| ----- | ------- | ------ |
| Votes | 90,77 % | 9,23 % |
| États | 6       | 0      |

| État                                                                        | Inscrits | Votes exprimés | Pour    | Pour    | Contre | Contre  | Nul   |
| État                                                                        | Inscrits | Votes exprimés | Votes   | %       | Votes  | %       | Nul   |
| --------------------------------------------------------------------------- | -------- | -------------- | ------- | ------- | ------ | ------- | ----- |
| Nouvelle-Galles du Sud                                                      | 2315828  | 2166507        | 1949036 | 91,46%  | 182010 | 8,54 %  | 35461 |
| Victoria                                                                    | 1734476  | 1630594        | 1525026 | 94,68%  | 85611  | 5,32 %  | 19957 |
| Queensland                                                                  | 904808   | 848728         | 748612  | 89,21%  | 90587  | 10,79 % | 9529  |
| Australie-Méridionale                                                       | 590275   | 560844         | 473440  | 86,26%  | 75383  | 13,74 % | 12021 |
| Australie-Occidentale                                                       | 437609   | 405666         | 319823  | 80,95%  | 75282  | 19,05 % | 10561 |
| Tasmanie                                                                    | 199589   | 189245         | 167176  | 90,21%  | 18134  | 9,79 %  | 3935  |
| Total                                                                       | 6182585  | 5801584        | 5183113 | 90,77 % | 527007 | 9,23 %  | 91464 |
| Majorité dans les six États et majorité globale (i.e. avec les territoires) |          |                |         |         |        |         |       |
| Approuvé                                                                    |          |                |         |         |        |         |       |

## Suites
À la suite du référendum, le gouvernement établit un Bureau des Affaires aborigènes, doté de fonds pour évaluer les besoins les plus criants des personnes aborigènes et fournir des recommandations au gouvernement. Le peu de mesures adoptées par les Libéraux déçoit de nombreux Aborigènes, et renforce les mouvements militant pour une plus grande reconnaissance de leurs droits - par exemple l'initiative de l'« ambassade aborigène » en 1972. Lorsque le Travailliste Gough Whitlam devient Premier ministre en 1972, il s'appuie sur le résultat du référendum pour initier une reconnaissance des droits des Aborigènes à leurs terres ancestrales. Whitlam introduit également un ensemble de politiques concrètes pour rehausser le niveau de vie des Aborigènes,.